# 63rd Street Tunnel
Il 63rd Street Tunnel è un tunnel della metropolitana di New York situato sotto l'East River e Roosevelt Island, tra Manhattan e il Queens, aperto al traffico il 29 ottobre 1989. I binari all'interno sono parte della linea 63rd Street, utilizzata, in questo tratto, da un services, la linea F.
In futuro, nell'ambito del progetto East Side Access, sarà utilizzato anche dai treni della Long Island Rail Road.